# Kinna landskommun
Kinna landskommun var en tidigare kommun i dåvarande Älvsborgs län.

## Administrativ historik
Kommunen inrättades i Kinna socken i Marks härad i Västergötland när 1862 års kommunalförordningar trädde i kraft. 
12 december 1924 inrättades här Kinna municipalsamhälle. 
1947 ombildades kommunen med municipalsamhället till Kinna köping som 1971 gick upp i Marks kommun.

## Kommunvapnet
Kinna landskommun förde inte något vapen.

### Kinna municipalsamhälle
Blasonering: En tre gånger delad sköld av guld och svart med tre svarta kulor i vart och ett av guldfälten och en vävskyttel av guld i vart och ett av de svarta fälten.
Detta vapen fastställdes av Kungl. Maj:t den 27 april 1934. Vapnet upphörde den 1 januari 1947.

Kinna municipalsamhälle (1934–46)

## Politik

### Mandatfördelning i Kinna landskommun 1938-1942
| 14 | 2 |  | 2 | 6 |

| 22 |

|  | 15 | 2 | 7 |

| 21 | 4 |